# Massachusetts (Silverstein)
Massachusetts è un singolo della band canadese Silverstein, pubblicato il 15 gennaio 2013 come seconda canzone tratta dall'album del 2013 This Is How the Wind Shifts. È il primo singolo ufficiale del disco. La canzone è stata ospitata in anteprima su AbsolutePunk il 14 gennaio; in seguito, a partire dal giorno successivo, è stata messa a disposizione anche per l'acquisto su iTunes e ne è stato pubblicato il lyric video. La sua canzone parallela è California. Inizialmente la canzone ha rischiato di non essere registrata perché assomigliava ad un'altra canzone dei Silverstein, ma poi la band ha cambiato un po' il riff di chitarra, e aggiungendo le parti vocali ha deciso di confermarla sull'album.

## Testo
Il testo parla di una relazione in cui lui usa spesso la violenza su di lei, ma nonostante questo la protagonista non riesce a trovare la forza per andarsene.
Nella prima strofa ci viene subito presentata la protagonista, che coperta di lividi dopo l'ennesima violenza, ha finalmente deciso di lasciar perdere tutte le remore che si era creata per restare accanto al suo convivente (non è specificato se si tratta del marito o del ragazzo -anche perché la cosa non ha importanza agli scopi "morali" della canzone) e preparato la valigia per andarsene. Purtroppo per lei, quando era già uscita di casa, ci ripensa e non riuscendo a compiere un passo così decisivo ritorna da lui, continuando a fantasticare tuttavia di ritornare alla natia California e lasciarsi il passato alle spalle
Il ritornello insiste su questo tema, sottolineando di nuovo la mancanza di coraggio che impedisce alla donna di fuggire ed anche l'indifferenza delle altre persone che non sembrano notare i problemi evidenti presenti nella relazione tra i due. E così, convinta anche dalle false promesse dell'uomo (Please, oh, baby, please, it won't happen again), sceglie di restare.
Tra la seconda strofa ed il breakdown la narrazione prosegue: per i primi tempi lui si comporta come aveva promesso, facendole credere di essere realmente cambiato, ma ben presto appare evidente che, "gira e rigira", le cose non sono affatto mutate: lui ritorna ad essere violento, arrivando persino a mandarla all'ospedale per le botte, ma lei ancora una volta non trova la forza materiale per mettere fine a tutto ciò.

## Video
Il video per Massachusetts è stato filmato il 20 gennaio 2013, e pubblicato in anteprima su Revolver Magazine il 5 febbraio, in concomitanza con l'uscita dell'album. È stato diretto e prodotto dal gruppo Vulture Culture. Nel video Shane ha un'acconciatura un po' diversa dal solito, e questo è dovuto al fatto che il direttore del video ha voluto dare ai suoi capelli l'impressione di essere bagnati, spruzzandogli dell'acqua in spray in testa dopo ogni ripresa.

## Formazione
- Shane Told - voce
- Josh Bradford - chitarra elettrica
- Paul Marc Rousseau - chitarra elettrica
- Paul Koehler - batteria
- Billy Hamilton - basso